# جون ماي (لاعب كريكت)
جون ماي (26 سبتمبر 1849 في المملكة المتحدة - ) (بالإنجليزية: John May)‏ هو لاعب كريكت بريطاني. لعب مع نادي مقاطعة هامبشاير للكريكت ‏.

## وصلات خارجية
- جون ماي على موقع إي آس بي آن كريك إنفو (الإنجليزية)